# فوسا، توکیو

نقشهٔ فوسا واقع در ناحیهٔ تامای توکیو

منطقه فوسا (به ژاپنی: 福生市 Fussa) به یکی از بخش‌های منطقه تامای توکیو، پایتخت ژاپن گفته می‌شود. مساحت آن ۱۰٬۲۴ کیلومتر مربع است.

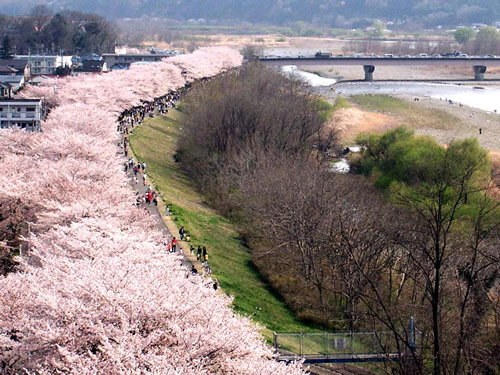
شکوفه‌های گیلاس در کنار رود تاما در فوسا
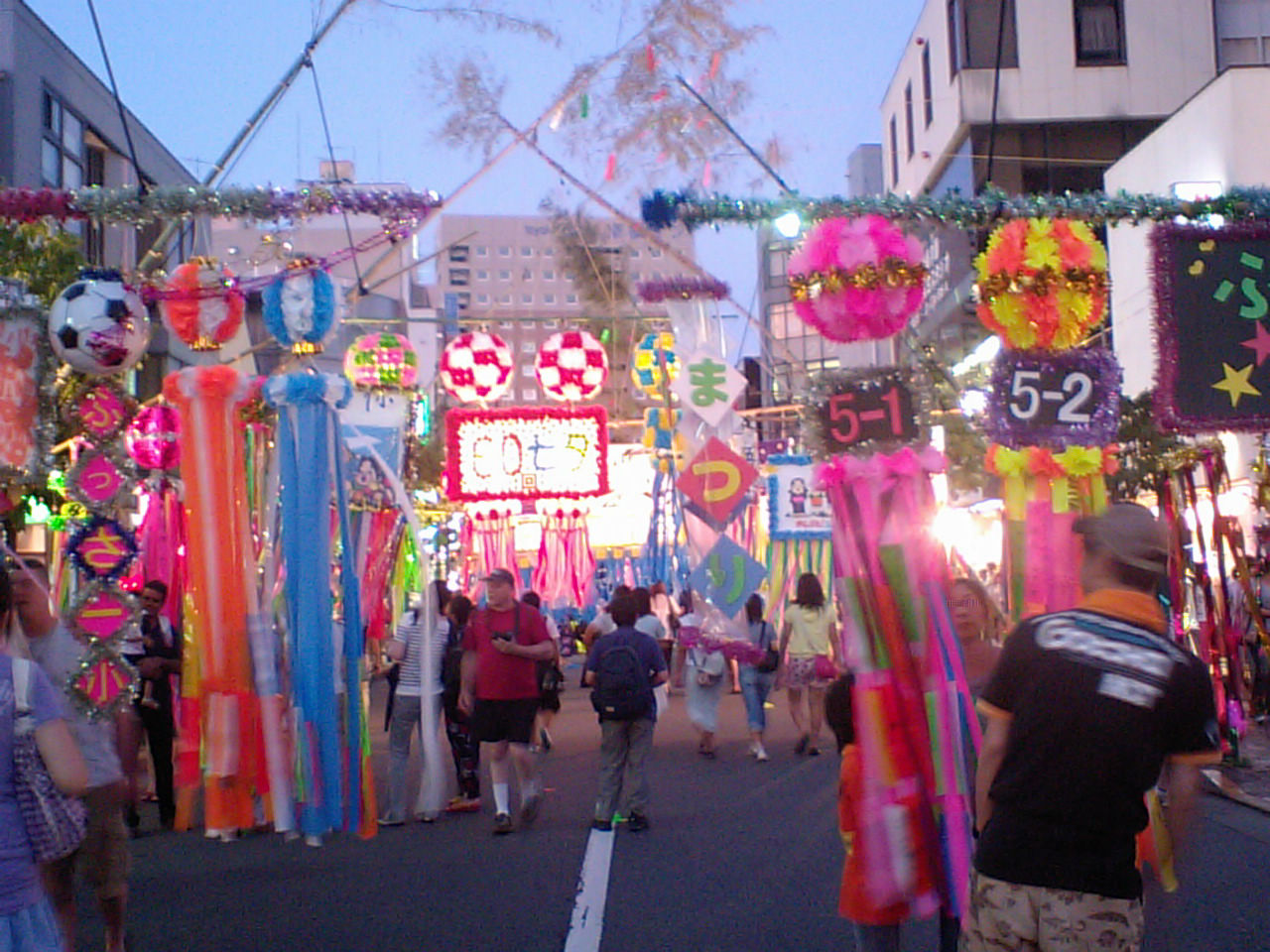
جشن تاناباتا در فوسا